# 科利-圣阿芒
科利-圣阿芒（法語：Coly-Saint-Amand，法語發音：[kɔli sɛ̃.t‿amɑ̃]）是法国多尔多涅省的一个市镇，属于萨拉拉卡内达区。该市镇于2019年由原市镇科利和圣阿芒德科利合并而成，行政中心位于圣阿芒德科利。

## 地理
科利-圣阿芒（45°3'48.47"N, 1°14'50.65"E）面积34.41 平方千米，位于法国新阿基坦大区多爾多涅省，该省份为法国西南部内陆省份，是法國本土面积第三大的省，大致对应佩里戈尔地区，北起顺时针与夏朗德省、上维埃纳省、科雷兹省、洛特省、洛特-加龙省、吉倫特省和滨海夏朗德省接壤。
与科利-圣阿芒接壤的市镇（或旧市镇、城区）包括：韦泽尔河畔孔达、泰拉松-拉维勒迪约、拉卡萨涅、阿尔希尼亚克、圣热涅斯、拉沙佩勒欧巴雷伊、蒙蒂尼亚克-拉斯科、欧巴斯。
科利-圣阿芒的时区为UTC+01:00、UTC+02:00（夏令时）。

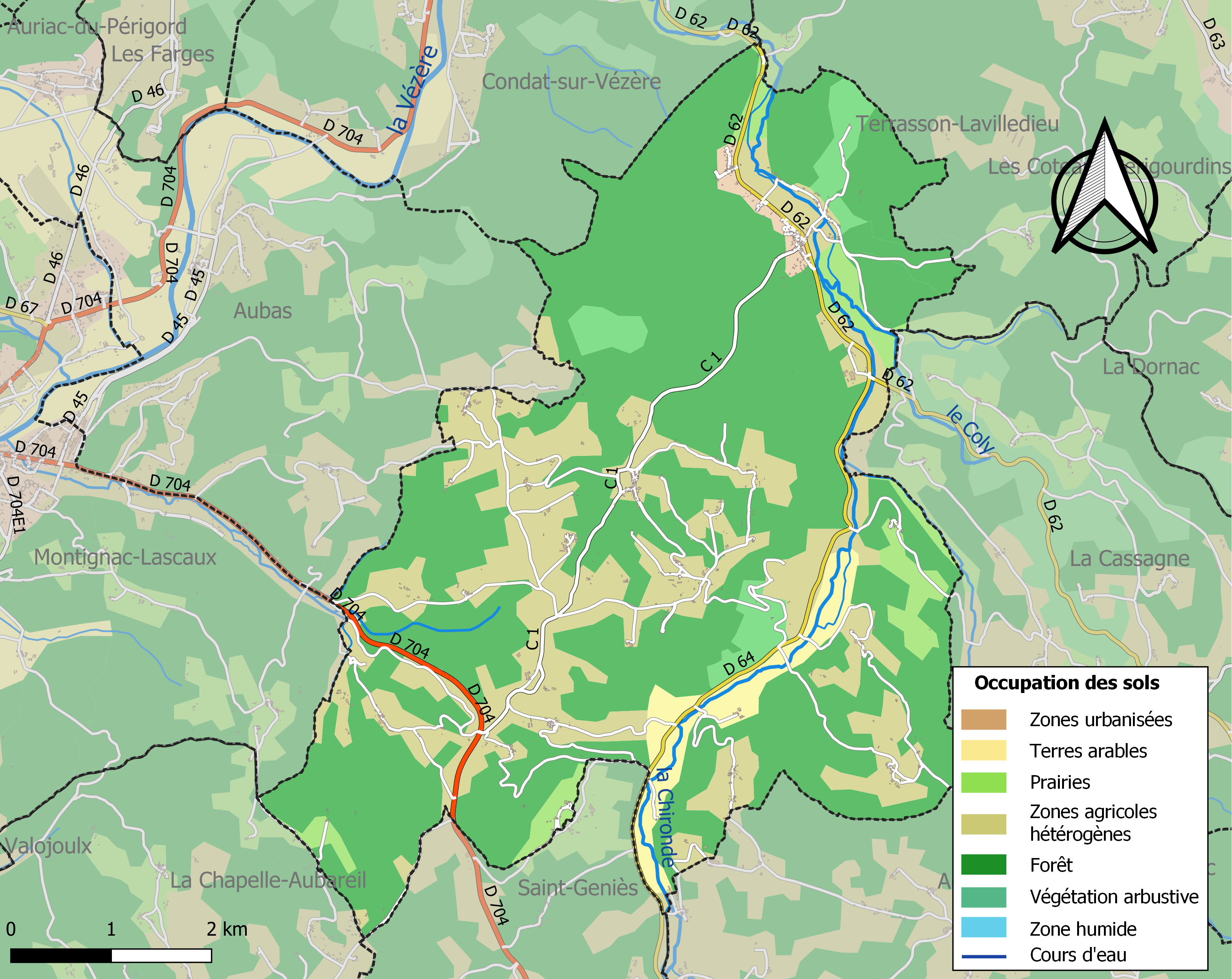
科利-圣阿芒的OSM定位图

## 行政
科利-圣阿芒的邮政编码为24290，INSEE市镇编码为24364。

## 政治
科利-圣阿芒所属的省级选区为人谷县。

## 人口
科利-圣阿芒于2022年1月1日时的人口数量为629人。